# Davyd-Haradok
Davyd-Haradok (bělorusky Давыд-Гарадок [daˈvɨd ɣaraˈdok], rusky Давид-Городок, polsky Dawidgródek) je město ve Stolinském rajónu Brestské oblasti v Bělorusku, na řece Haryň. V roce 2009 žilo ve městě 6,5 tisíce obyvatel. Nachází se 32 kilometrů severovýchodně od města Stolin, více než 245 km od Brestu a 39 km od vlakového nádraží Haryň (na lince Luniněc — Sarny).

## Název
V základě toponyma „Давыд-Гарадок“ je obsaženo jméno jeho zakladatele. Předpokládá se, že jím byl jotvinský (súduvský) kněz, jenž konvertoval ke křesťanství a po křtu přijal jméno Davyd. Jiná teorie říká, že město založil kníže Davyd Iharavič, po němž město nese svůj název. Podle místní legendy město postavil turaŭský kněz, který přijal křestní jméno Davyd.
Nejprve se město jmenovalo jen „Гарадок“, později však byl název změněn na „Гарадок Давыдаў“ (Haradok Davydaŭ).

## Historie
Oficiální záznamy o historii města Давыд-Гарадок (v té době Гарадок) se datují až do roku 1100. Přitom podle současné encyklopedie první písemná zmínky o městě pochází až z roku 1382. Archeologické důkazy svědčí o tom, že osada byla založena v 12. století. Ta se nacházela na uměle nasypané hoře na pravém (východním) břehu řeky Haryň. Ve 14. století na počátku 18. století zde stál dřevěný hrad. Na skonku 14. století se město stalo hlavním městem knížectví.
V roce 1503 porazila vojska velkoknížectví Litvského nedaleko od místa krymské Tatary. V roce 1509 bylo město připojeno k Pinskému knížectví. Od roku 1522 tu vládla velkovévodkyně Bona Sforza. V roce 1558 velkokníže Zikmund II. August město předal guvernérovi Vilna, Mikalaji Radziviłłu zvanému „Černý“. V roce 1559 byly městě v provozu 4 kostely. Podle administrativně-územní reformy (1565—1566) přešla oblast pod správu Pinského povětu Brestského vojvodství a od roku 1586 Klecké ardynacye.
Ve 17. a 18. století bylo město důležitým obchodním centrem. Podle nepřímých zdrojů mělo město Magdeburské právo. V roku 1653 zde bylo 29 řemeslníků, kteří se zabývali 17 profesemi. Na počátku třicetileté války (1654—1667) 26. září 1655 Ruské carství zaútočilo pod vedením D. Valkonského na říční čluny, které připlouvaly z Kyjeva, rozbily šlechtické (400 osob) a měšťanské (300 osob) oddíly a nakrátko se chopili města, které spálili. Později bylo město opět pod nadvládou okupantů. Na počátku roku 1660 litevská vojska v čele s S. Askierkem D. Muraškem město osvobodila. V roce 1663 zde stálo 362 domů, v roce 1675 bylo v provozu 2 církve a 1 kostel, v roce 1691 zde pracovalo 52 řemeslníků. V roce 1791 město přešlo pod správu Zapinského povětu.
V důsledku druhého dělení Polska (1793) se město stalo součástí Ruské říše, která se v letech 1795—1796 zastávalo centrum povětu. V roce 1796 byl status sídla snížen na městečko Mozyrského povětu. Dne 22. ledna téhož roku město obdrželo znak: „V černém poli stříbrná řeka s přístavištěm a zlatá loď se zlatými sudy se zbožím“. V roce 1890 zde byly v provozu 2 pravoslavné kostely, církev a 3 židovské modlitebny.
V souladu s Rižským mírem (1921) se město stalo součástí meziválečné Polské republiky a centrem gminy, jež se nacházela v Stolinského povětu Poleského vojvodství. V roce 1939 sídlo vstoupilo do běloruské SSR a 15. ledna 1940 zase získalo města a stalo se centrem Davyd-Haradockého rajónu. Od roku 1961, kdy byl rajón zrušen, se nachází pod správou Stolinského rajónu. Ve druhé světové válce, od 7. července 1941 do 9. července 1944, bylo město pod německou okupací.

## Ekonomika
Ve městě mají své závody podniky, které se zabývají strojírenským a potravinářským průmyslem.
- ААТ «Давыд-Гарадоцкі электрамэханічны завод»
- Філія «Давыд-Гарадоцкі хлебазавод» РУВП «Берасьцехлебпрам»

## Vzdělání, zdravotnictví, kultura, infraktruktura
Ve městě jsou v provozu 2 střední školy, hudební a dětsko-mládežnická sportovní škola a dům dětské tvořivosti. Nalezneme tu místní zdravotnické sdružení, kliniku a dvě lékárny. Kulturní a vzdělávací funkci má městský dům kultury, kino «Сьвітанак» a 2 knihovny. Své sídlo zde mají společnosti ААТ «Беларусбанк» a Белтэлекам.

## Demografie
- 17. století: 1663 — 3 tis. obyv.
- 19. století: 1890 — 4 tis. obyv.; 1897 — 7 815 obyv.
- 20. století: 1907 — 13 217 tis. obyv.; 1931 — 10,5 tis. obyv.; 1991 — 7,7 tis. obyv.; 1. leden 1992 — 7 681 obyv.; 1993 — 7,6 tis. obyv.
- 21. století: 1. leden 2007 — 6,9 tis. obyv.; 2009 — 6 573 obyv.; 1. leden 2010 — 6 557 obyv. (sčítání lidu); 1. leden 2011 — 6 460 obyv.; 1. leden 2012 — 6 318 obyv.

## Pamětihodnosti
- Hradní (nebo také Zámecký) vrch, 12. — 14. století
- Kostel, počátek 20. století
- Kostel Panny Marie Kazaňské, 1913
- Kašary, 1. polovina 20. století
- Kostel sv. Jiří (1724—1726, bývalý řeckokatolický, nyní ve vlastnictví běloruské pravoslavné církve)

### Galerie

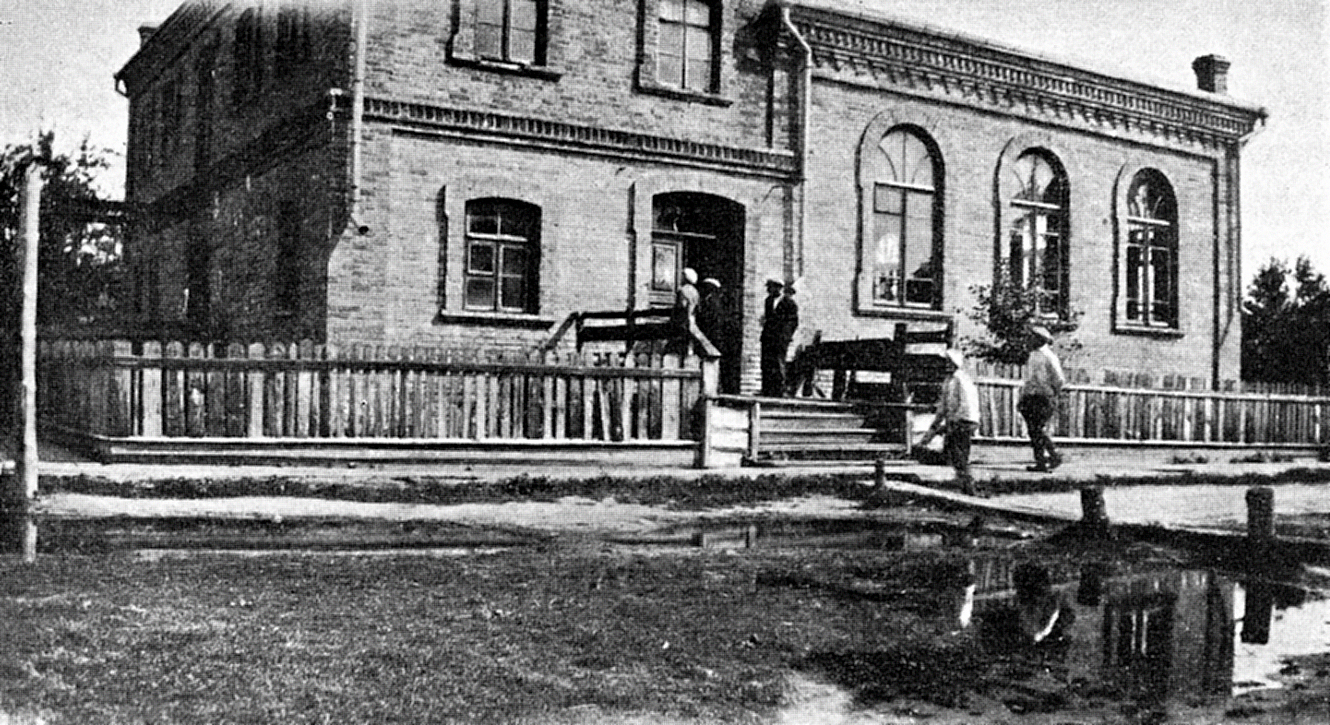
Davyd-Haradocká synagoga
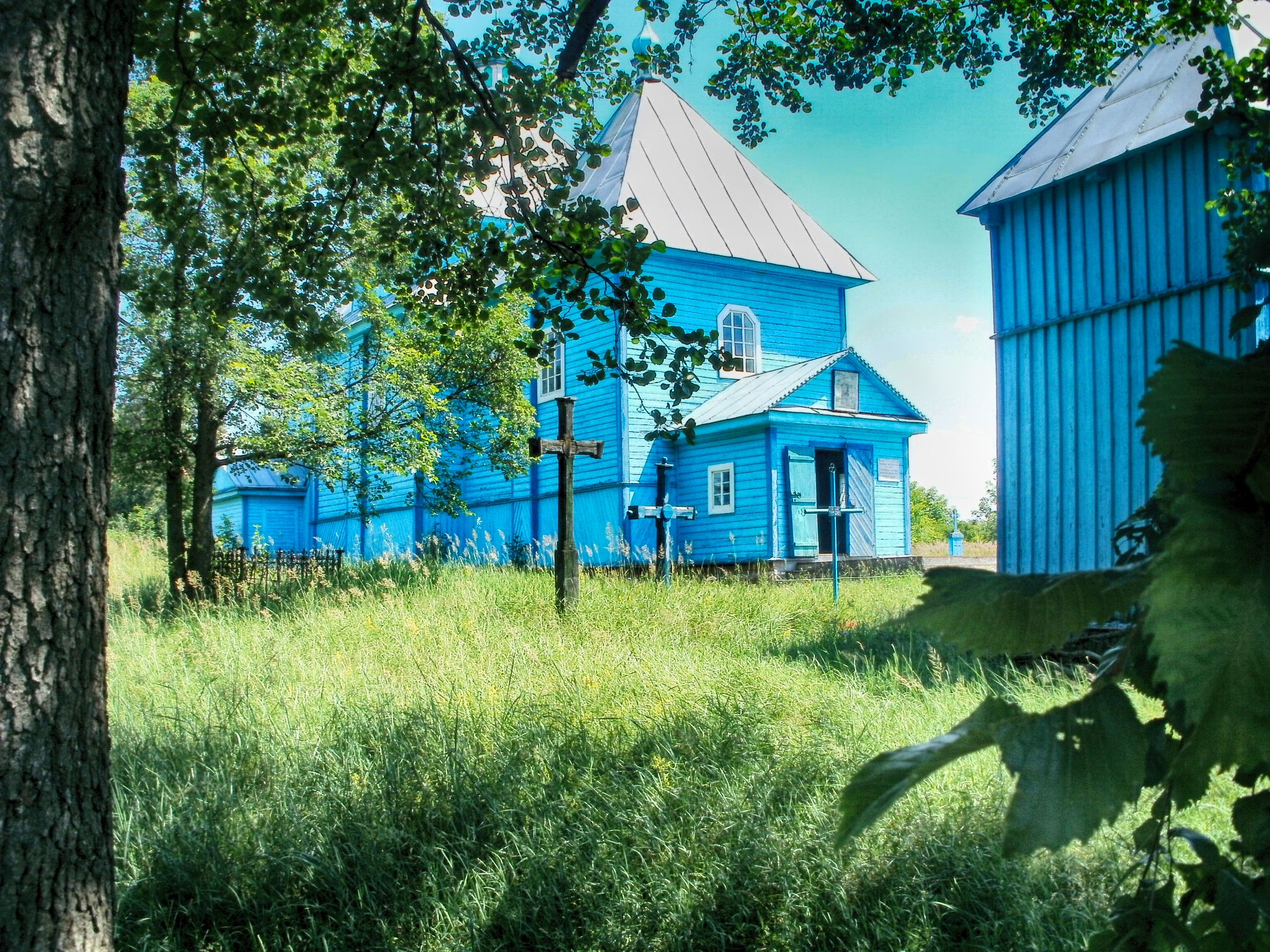
Pravoslavný kostel sv. Jiří
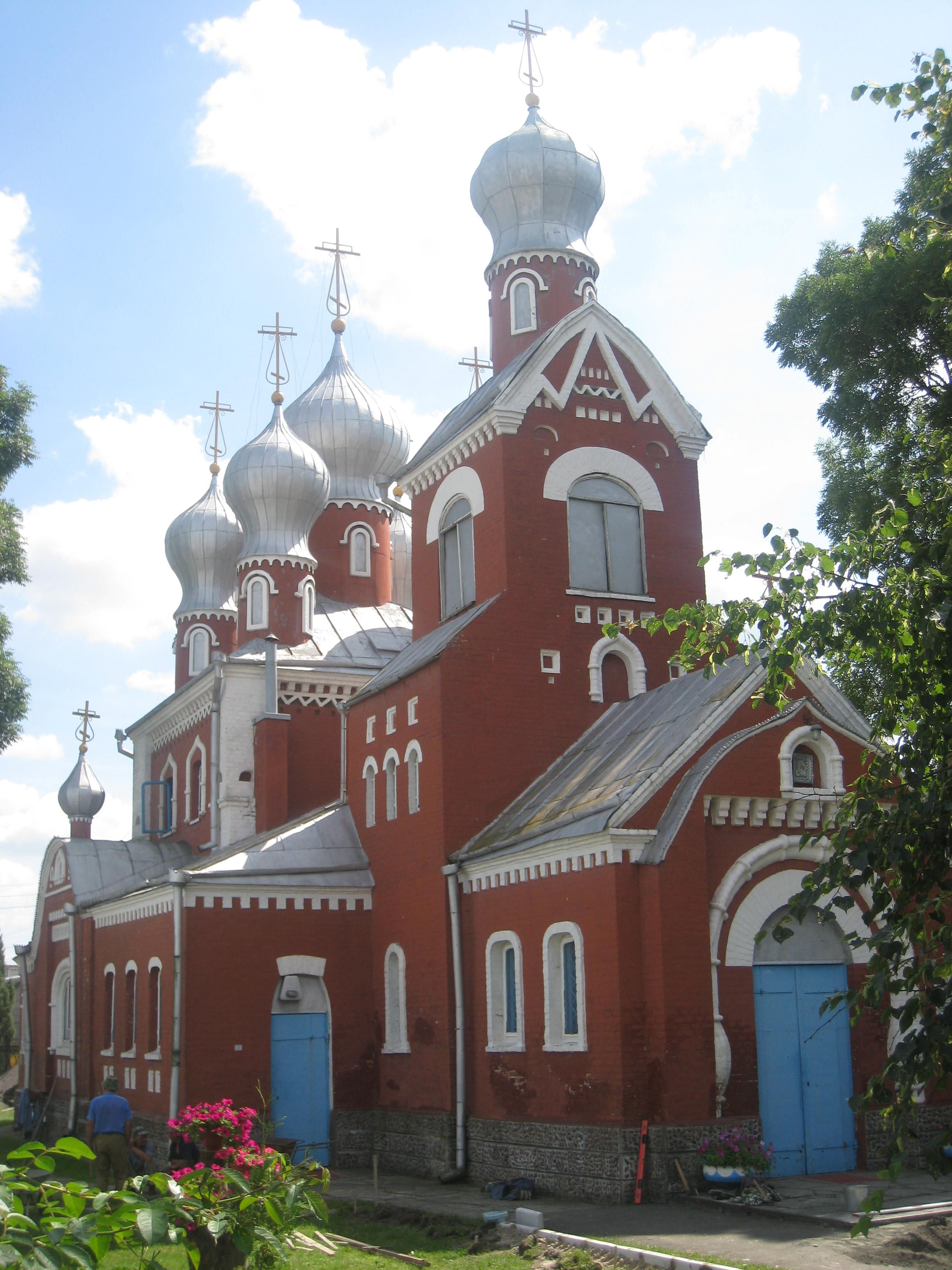
Kostel Panny Marie Kazaňské
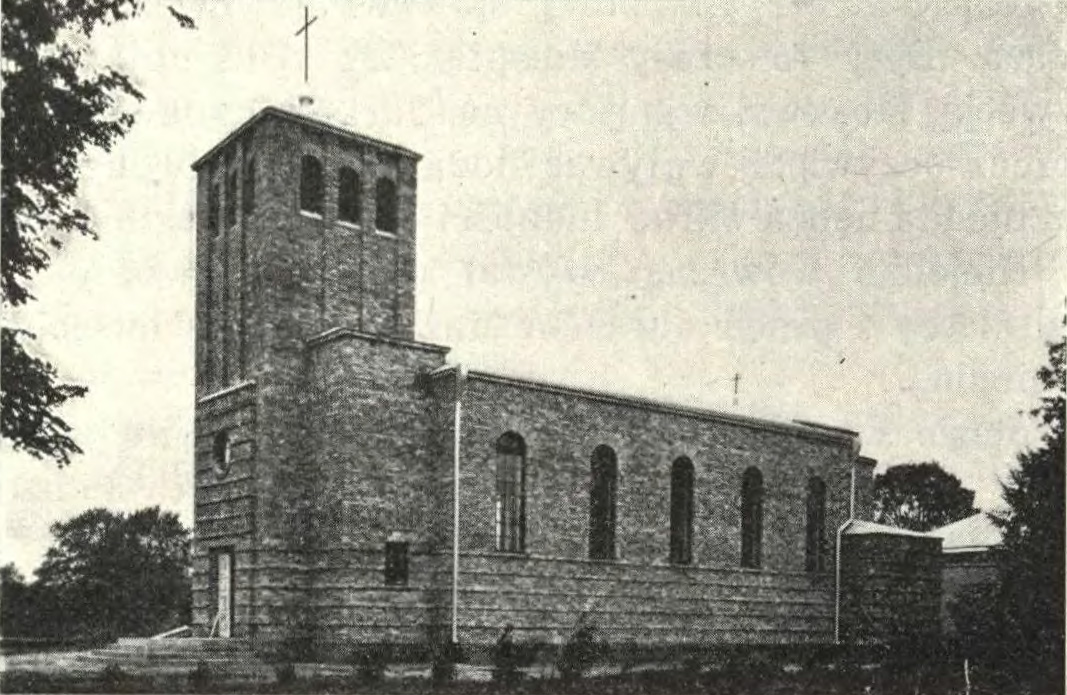
Ulice Lučnikaŭského s kostelem
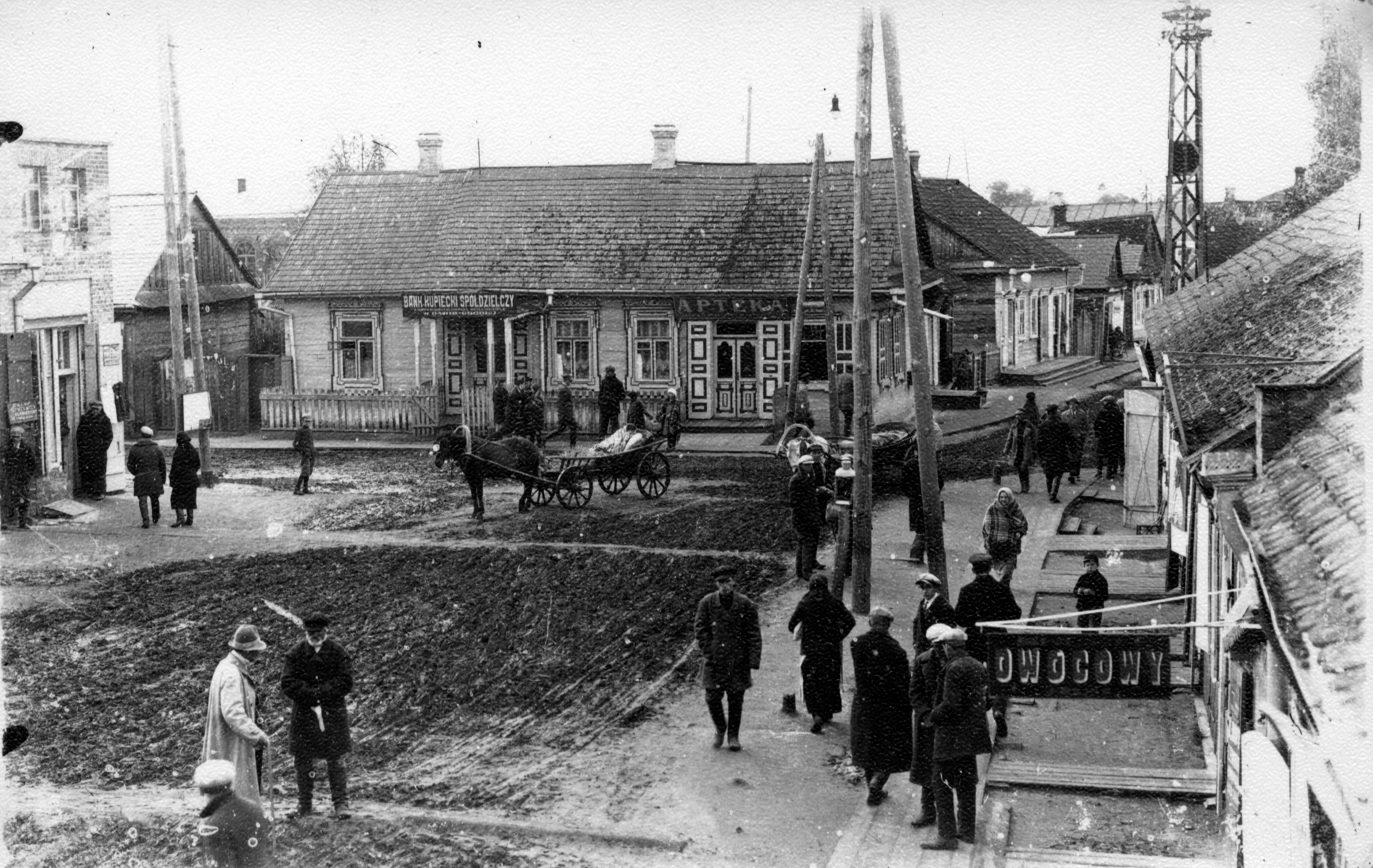
Davyd-Haradocký trh
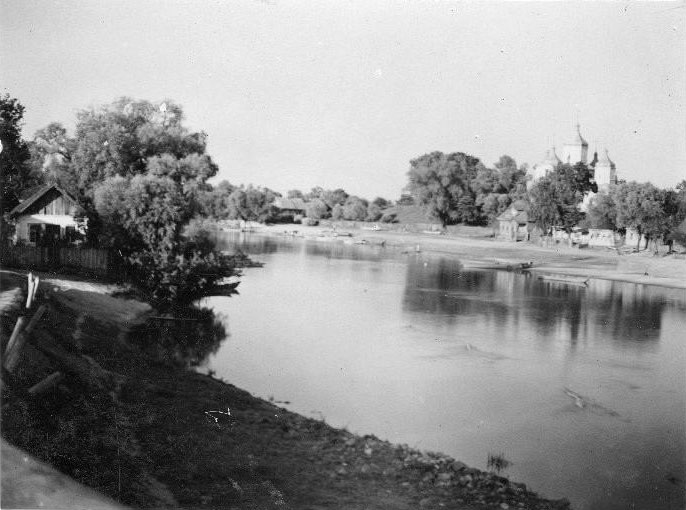
Pohled na řeku Haryň

## Významní rodáci
- Leanid Draňko-Majsjuk (Леанід Дранько-Майсюк, * 10. říjen 1957), běloruský básník

- Heorhij Vasiljevič Marčuk (Георгій Васілевіч Марчук, * 1. leden 1947), běloruský spisovatel, scenárista a dramatik, laureát státní ceny Běloruska (1996), člen Svazu spisovatelů SSSR (1983)

- Sergej Vasiljevič Dužin (Сергей Васильевич Дужин, 17. červen 1956, Davyd-Haradok – 1. únor 2015, Sankt-Petěrburg), ruský matematik, doktor fyzikálních a matematických věd